# Kurt Eckhardt
Kurt Eckhardt, auch Curt Eckhardt (* 8. August 1887 in Berlin; † 28. Februar 1948 in Ostende, Belgien) war ein deutscher Jurist, Ministerialbeamter und Admiralrichter.

## Leben
Kurt Eckhardt promovierte 1914 an der Universität Greifswald mit dem Thema Die Gefahrtragung beim Kauf unter Eigentumsvorbehalt im Falle des § 455 BGB und trat am 11. September 1920 in die Reichsmarine ein. Hier war er bis 31. März 1928 als Referent für Völkerrecht in der Seetransportabteilung der Marineleitung im Reichswehrministerium eingesetzt. Er wurde am 29. Juli 1921 zum Regierungsrat ernannt. Ab 1. April 1928 war er als Referent für Völkerrecht in der Nautischen Abteilung der Marineleitung und blieb hier bis 1929. Am 1. Juli 1929 zum Oberregierungsrat befördert, kam er im gleichen Jahr als Referent für Völkerrecht in die Flottenabteilung (A I) des Marinekommandoamtes. Er blieb nach der Umgestaltung Ende August 1936 in der Abteilung, die ab da an Operationsabteilung (A I) hieß und bis Oktober 1936 beim Marinekommandoamt unterstellt war. Anschließend war er mit dem Wechsel der Unterstellung unter die Seekriegsleitung bis 22. Juli 1945 in der Operationsabteilung (A I), zeitweise auch im Prüfungsausschuss des Allgemeinen Marineamtes. Hier wurde er mit Wirkung zum 1. April 1944 am 20. April 1944 Ministerialdirigent. Am 1. Mai 1944 wurde seine Bezeichnung in Admiralrichter umbenannt. In dieser Position war er dafür da, dass Vorgaben existierten, die es ermöglichten den U-Boot-Krieg ohne völkerrechtliche Auseinandersetzungen durchzuführen. Nach dem Krieg befand er sich ab dem 22. Juli 1945 in Kriegsgefangenschaft.
Eckhardt hatte Kontakt zum späteren Widerstandskämpfer gegen das NS-Regime und Bruder von Claus Schenk Graf von Stauffenberg, Berthold Schenk von Stauffenberg, mit welchem er 1939 ein Buch veröffentlichte. Werner Rahn zählt Eckhardt zu den Personenkreis, welche sich für konspirativen Tätigkeiten dem Widerstand zur Verfügung stellte. So traf er sich u. a. mit Helmuth James von Moltke und seinem Untergebenen, Wilhelm Wengler. Auch Jörg Hillmann trägt mit Verweis auf Heinrich Walle die Einschätzung zur Beteiligung Eckhardts am Widerstand.
Als Zeuge sagte er im Nürnberger Prozess gegen die Hauptkriegsverbrecher zur Entlastung des Großadmirals Karl Dönitz aus. Er starb 1948 in einem im Gefangenenlager in Ostende.

## Schriften
- An alle Frontsoldaten. Scherl, Berlin 1919.
- Die Anschauungen der Seemächte über die Freiheit der Meere. In: Militärwissenschaftliche Rundschau. 1938, S. 436 ff.
- gemeinsam mit Berthold Schenk von Stauffenberg: Prisenordnung und Prisengerichtsordnung. Vahlen, Berlin 1939.
- Der deutsche Wirtschaftskrieg zur See. In: Walter Gladisch, Berthold Widmann: Grundfragen des Seekriegsrechts. Mittler, Berlin 1944.